# الدوري الإسباني الدرجة الثانية 1934–35
دوري الدرجة الثانية الإسباني 1934–35 (بالإسبانية: Segunda División de España 1934-35)‏ هو موسم من دوري الدرجة الثانية الإسباني. فاز فيه نادي إيركوليس.